# 亚特兰大鳄属
亞特蘭大鱷（學名：Atlantosuchus）是種已滅絕鱷類，屬於鱷形超目的森林鱷科，生存於古新世晚期的摩洛哥。亞特蘭大鱷的口鼻部相當長，亞特蘭大鱷的口鼻部/身長比例是森林鱷科中最長的。在森林鱷科中，亞特蘭大鱷的最近親應是桿頜鱷。

## 外部連結
- Atlantosuchus（页面存档备份，存于） in the Paleobiology Database